# Beatrice Michiel
Beatrice Michiel, conosciuta anche come Fatma Hatun (Venezia, 1553 – Costantinopoli, 1613), è stata una spia veneziana a servizio nella corte ottomana, sotto i sultani Murad III e Mehmed III.

## Biografia

### Origini
Nata come patrizia della Serenissima Repubblica di Venezia nel 1553, Beatrice era figlia del funzionario veneziano Giacomo Michiel e di sua moglie Franceschina Zorzi. Aveva almeno una sorella e due fratelli.  
Nel 1559, mentre navigava con la famiglia nel Mar Adriatico per visitare il padre, impegnato come diplomatico a Buda, venne attaccata dai pirati barbareschi e fatta prigioniera insieme agli altri passeggeri. Mentre la madre riuscì a salvare o riscattare se stessa e le figlie, i due maschi furono portati a Costantinopoli, dove subirono il processo di castrazione e vennero fatti convertire all'Islam coi nomi di Cafer e Gazanfer. In seguito fecero entrambi carriera alla corte del futuro Selim II, entrando nella sua cerchia intima e in quella della sua favorita, Nurbanu Sultan.  
Nel frattempo, a Venezia, Beatrice si sposò due volte con aristocratici veneziani, prima con Angelo di Bianci e poi, rimasta vedova nel 1588, nel 1589 con Zuane Zaghis. Dal primo marito ebbe un figlio, Giacomo di Bianci, mentre di un secondo è incerto il nome e la paternità.  
Il secondo matrimonio si rivelò tanto infelice che Beatrice accettò l'invito dei fratelli, che si erano rimessi in contatto con la famiglia d'origine, di recarsi come loro ospite a Costantinopoli, nell'harem imperiale, come già aveva fatto la madre fra il 1582 e il 1584, e che al ritorno era stata accolta con ogni onore, oltre che con la concessione di un'ottima rendita. 
Nel 1591 lasciò quindi il marito e i figli e raggiunse Costantinopoli, da cui non fece più ritorno. Si convertì all'Islam con il nome di Fatma Hatun, sposò il protetto dei fratelli Ali Ağa, generale dei giannizzeri, e venne introdotta all'interno dell'harem. 
Da quel momento visse a corte, con l'appoggio dei fratelli, del marito e delle Sultane dell'harem.

### Spia
Nella sua nuova posizione, Beatrice poté passare numerose informazioni alla Serenissima Repubblica di Venezia, trasmettendo informazioni militari, diplomatiche e politiche tramite il suo rappresentante o bailo in città. Descrivendola come coraggiosa e di buon senso, il bailo loda la sua abilità nel districarsi fra gli intrighi della corte del sultano, descrivendo come si fosse ritagliata un posto con discrezione, ma abilmente, presso le consorti del sultano e come si sia tenuta informata di tutto ciò che riguardava Venezia.  
In parallelo a lei, lavorava anche Chiara "Chirana" Hatun, una concubina veneziana mandata nell'harem in qualità di spia da Venezia che era stata Kalfa personale di Nurbanu.   
Continuò il suo operato anche quando Murad III morì e Safiye Sultan e Mehmed III presero rispettivamente il posto di Valide Sultan e Sultano.  
Sotto Safiye, anche lei filo-veneziana, Beatrice si scontrò spesso con la Kira Esperanza Malchi, che cercava invece di promuovere una politica anti-veneziana. In più occasioni, le due litigarono davanti alla stessa sultana. Venne invece aiutata da Esther Handali. Nel 1595, scrisse personalmente al doge Marco Venier per informarlo che stava lavorando per contrastare la Malchi, che promuoveva un'alleanza austro-ottomana contro Venezia.  
Nel 1594, in previsione di una guerra veneto-ottomana, informò Venezia delle forze e delle debolezze della flotta ottomana. Fece inoltre squadra coi fratelli per ottenere il rilascio dei prigionieri veneziani e per favorire i diplomatici veneziani a corte.  
La sua posizione a corte e le tangenti ricevute da Venezia la resero una donna ricca, tanto da poter mandare ai figli grosse somme di denaro. Beatrice sperava in questo modo di assicurare loro un futuro di alto profilo a Venezia, avvantaggiati anche dal trattamento di favore che il Consiglio avrebbe riservato loro in virtù delle informazioni da lei fornite. Tuttavia nel 1600 uno dei due, Giacomo, decise di raggiungerla invece a Costantinopoli, dove si convertì con il nome di Mehmed, e divenne infine un musahibe (amico fraterno) del sultano Murad IV.

### Morte
All'inizio del 1603 il malumore per il governo occulto di Safiye Sultan determinò una situazione instabile che degenerò in una serie di rivolte militare su ampia scala e sia i fratelli che il marito di Beatrice furono giustiziati. 
Riuscita a salvarsi, ottenne dal sultano una rendita e si ritirò da corte coi figli, vivendo discretamente fino alla morte, nel 1613. 